# Mauro Goicoechea
Mauro Daniel Goicoechea Furia (Montevidéu, 27 de março de 1988) é um futebolista uruguaio que atua como goleiro. Atualmente, joga pelo Danubio.

## Carreira
Revelado pelo Danubio, em 2006 assinou seu primeiro contrato profissional com o clube. Graças a suas boas atuações, se tornou o goleiro titular da equipe.
Em 3 de setembro de 2012 foi confirmado seu empréstimo por uma temporada para a Roma que pagou 100 mil euros ao Danubio. A Roma terá uma opção de compra no valor de 700 mil euros. Fez sua estreia no dia 31 de outubro, em jogo contra o Parma, entrando no segundo tempo da partida.
Após uma rápida passagem pelo Oţelul Galaţi, da Roménia, acertou com o Arouca para a temporada 2014-15. Em sua segunda partida no Campeonato Português, contra o Sporting CP, foi um dos destaques da partida, fazendo boas defesas e defendendo um pênalti de Nani.

## Seleção
Participou do Mundial Sub-17 de 2005, no Peru e do Mundial Sub-20 de 2007, no Canadá. Nessa última, tinha como companheiros Edinson Cavani, Luis Suárez, Martín Cáceres, entre outros.

## Títulos
Danubio
- Campeonato Uruguaio: 2013–14 (Apertura)